# Adam Delong
Adam Delong (* 27. června 1996, Horní Suchá) je český florbalový útočník, reprezentant, vicemistr světa z roku 2022, mistr a pětinásobný vicemistr Česka a nejlepší florbalista sezóny 2020/2021. V nejvyšší české florbalové soutěži hraje od roku 2014.

## Klubová kariéra
Delong s florbalem začínal v roce 2005 jako devítiletý v rodné obci v oddíle FbK Horní Suchá. Za muže nastoupil poprvé v sezóně 2013/2014 v regionálních soutěžích. Zároveň na střídavé hostování nastupoval za Florbal Torpedo Havířov v juniorské lize, kde se stal nejproduktivnějším hráčem soutěže.
Po roce přestoupil do 1. SC Vítkovice, za které začal hrát v nejvyšší soutěži. V první sezóně skončil s Vítkovicemi v semifinále a na konečném třetím místě. V sezóně 2015/2016 již získali vicemistrovský titul a Delong vstřelil ve finále dva góly. Další stříbro přidal o dva roky později a v sezóně 2018/2019 i svůj první mistrovský titul. Třetí stříbro s Vítkovicemi získal v sezóně 2020/2021, ve které byl nejlepším střelcem a nejproduktivnějším hráčem základní části.
Po dalším vicemistrovském titulu v sezóně 2022/2023 oznámil přestup do klubu Florbal MB. S Boleslaví v roce 2024 opět získal stříbro  a stal se také nejproduktivnějším hráčem týmu v základní části (71 kanadských bodů - 31+40) i v play-off (17 kanadských bodů - 8+9).

## Reprezentační kariéra
Delong reprezentoval Česko na Mistrovství světa juniorů v roce 2015, kde Češi získali bronz. Na turnaji byl s pěti góly nejlepším českým střelcem.
V mužské florbalové reprezentaci hrál na Mistrovství světa v Praze v roce 2018, kde byl s 11 body a osmi brankami nejproduktivnějším českým hráčem i nejlepším střelcem a byl zvolen do All Star týmu turnaje. Na Mistrovství světa v roce 2020 získal s reprezentací bronzovou medaili. Další bronz získal na Světových hrách v roce 2022, kde v zápase o třetí místo vstřelil gól a na další tři asistoval a byl vybrán nejlepším hráčem. V září 2022 na Euro Floorball Tour (EFT) přispěl asistencí ke třetí české porážce Švédska v historii.
Na Mistrovství světa v roce 2022 získal s českým týmem po 18 letech druhou stříbrnou medaili. Mimo to v zápase ve skupině poprvé v historii remizovali se Švédskem.
V listopadu 2023 s týmem potřetí v historii vyhráli turnaj EFT. Na něm Švédsko porazili dosud nejvyšším rozdílem 12:8 a jako první jim nastříleli dvoumístný počet branek. O rok později na stejném turnaji zařídil hattrickem šesté vítězství nad Finskem.
| Umístění | Soutěž                                            |
| -------- | ------------------------------------------------- |
|          | Mistrovství světa ve florbale do 19 let 2015      |
| 4.       | Mistrovství světa ve florbale 2018 (All Star tým) |
|          | Mistrovství světa ve florbale 2020                |
|          | Florbal na Světových hrách 2022                   |
|          | Mistrovství světa ve florbale 2022                |
|          | Mistrovství světa ve florbale 2024                |

## Ocenění
V sezóně 2013/2014 obdržel titul Juniora sezóny. Jako první florbalista titul obhájil i v hlavní kategorii v sezóně 2020/2021, ve které byl zvolen i za nejužitečnějšího hráče.

## Fotogalerie

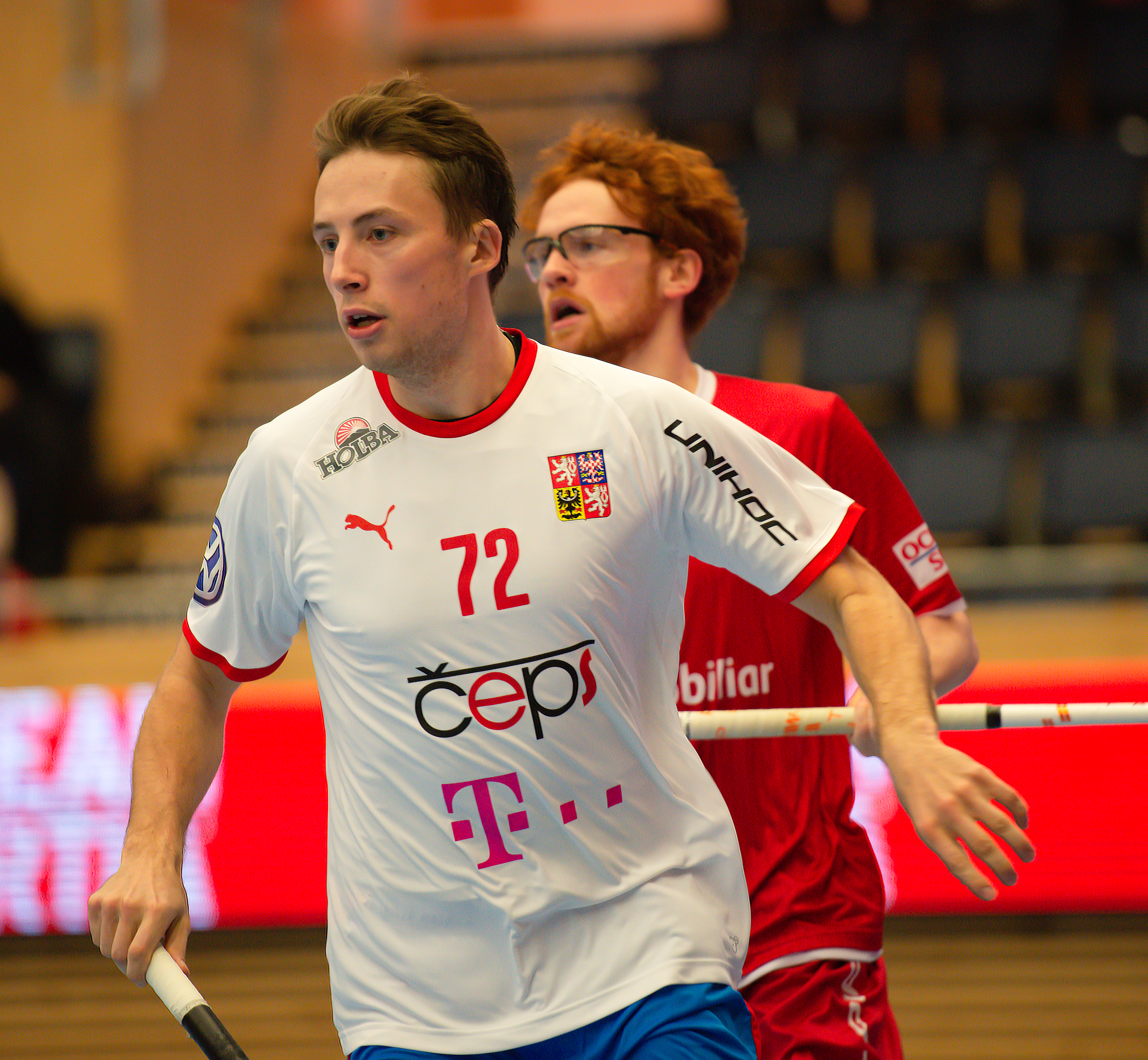
Adam Delong na Euro Floorball Tour v roce 2018
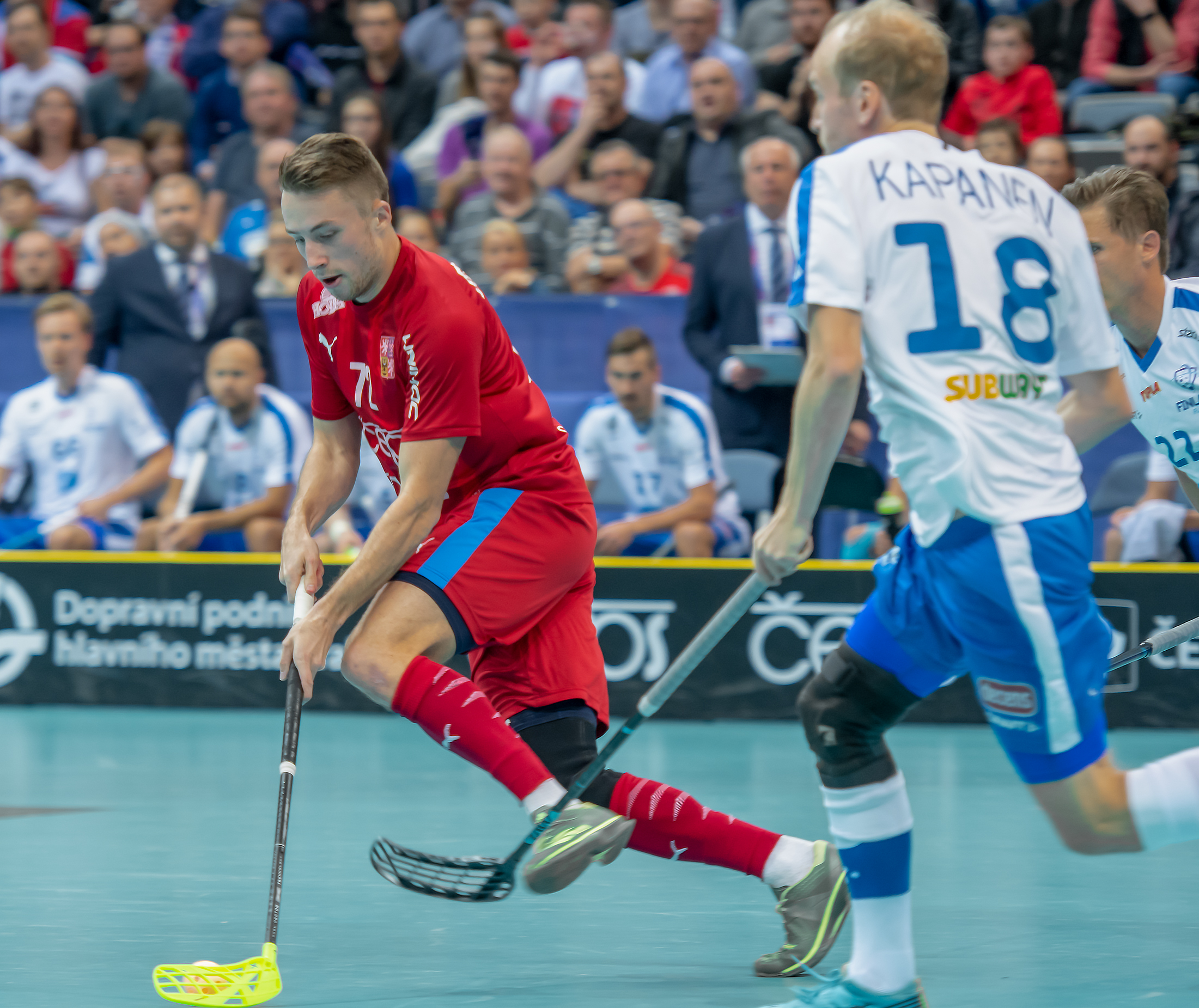
Adam Delong na Mistrovství světa ve florbale 2018 v semifinále proti Finsku
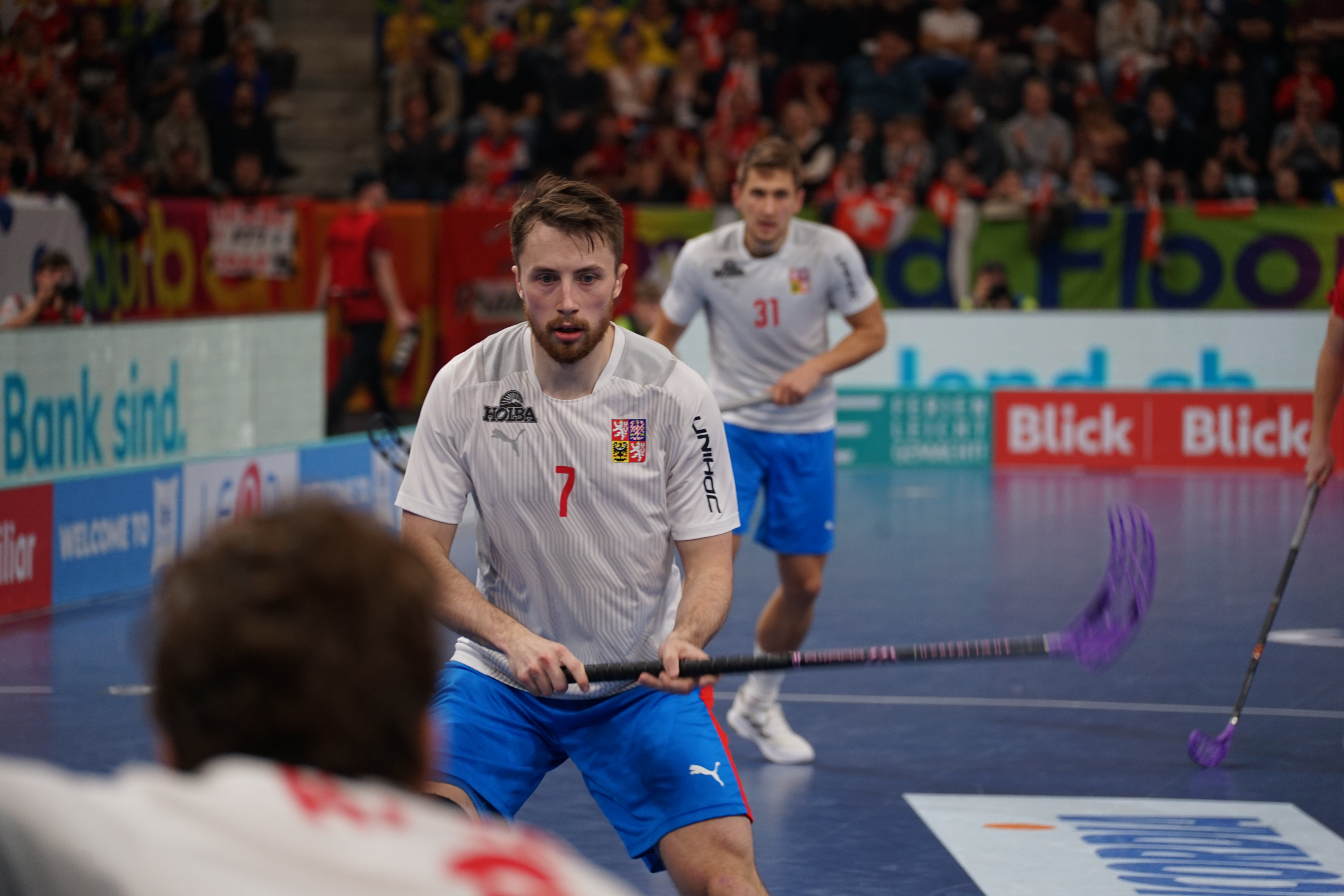
Adam Delong na Mistrovství světa ve florbale 2022 v semifinále proti Švýcarsku